# Tito Marzocchi de Bellucci
 (janvier 2016).
Si vous disposez d'ouvrages ou d'articles de référence ou si vous connaissez des sites web de qualité traitant du thème abordé ici, merci de compléter l'article en donnant les références utiles à sa vérifiabilité et en les liant à la section « Notes et références ».
Pour les articles homonymes, voir Marzocchi de Bellucci.
Tito Marzocchi de Bellucci, né le 25 juin 1801 à Florence, mort le 20 février 1871 à Paris, est un peintre français d'origine italienne.

## Biographie
Tito Marzocchi de Bellucci est le fils de Laurent Marzocchi et d'Eléonore Belluci. Il vient en France en 1820 pour étudier la peinture sous la direction d'Horace Vernet. Peintre de portrait, copiste apprécié, il reçoit des commandes de l'État. En 1828, il épouse Hyacinthe Tell, une cousine germaine de la mère de Gustave Eiffel par les Moneuse. Ils auront quatre enfants, dont le peintre Numa Marzocchi de Bellucci, né à Paris (2e) le 31 janvier 1846, à qui il apprendra le métier.
Il obtient une médaille de 3e classe au Salon de 1839, une médaille de 2e classe à celui de 1848, et un rappel au Salon de 1863.

## Œuvres dans les collections publiques
En France
- Ajaccio, hôtel de la préfecture : Portrait de S.M. l'empereur, d'après Franz Xaver Winterhalter, 1856, huile sur toile ;
- Albi, conseil général du Tarn, salle des séances : Portait en pied de S.M. l'empereur Napoléon III, d'après Franz Xaver Winterhalter, 1859, huile sur toile ;
- Avignon, préfecture du Vaucluse : Portrait en pied de S.M. l'impératrice Eugénie de Montijo, d'après Franz Xaver Winterhalter, 1858, huile sur toile ;
- Lèves, asile d'Aligre : Lapidation de saint Étienne, d'après Charles Le Brun, 1856, huile sur toile ;
- Orthez, hôtel de la sous-préfecture :
  - Portrait de S.M. l'impératrice Eugénie de Montijo, d'après Franz Xaver Winterhalter, 1857, huile sur toile ;
  - Portrait de S.M. l'empereur Napoléon III, d'après Franz Xaver Winterhalter, 1857, huile sur toile ;
- Rodez, hôtel de la préfecture : Portrait en pied de S. M. l'impératrice Eugénie de Montijo, d'après Franz Xaver Winterhalter, 1860, huile sur toile ;
- Rouen, musée des beaux-arts : Portrait du cardinal de Bonnechose, archevêque de Rouen, 1864, huile sur toile, copie par Alexandre-Amédée Dupuy Delaroche ;
- Versailles, musée de l'Histoire de France :
  - Portrait de Jean Bart, chef d'escadre (1650-1702), 1840, huile sur toile ;
  - Portrait en pied de Louis-Nicolas Davout maréchal d'Empire en 1804, 1852, huile sur toile ;

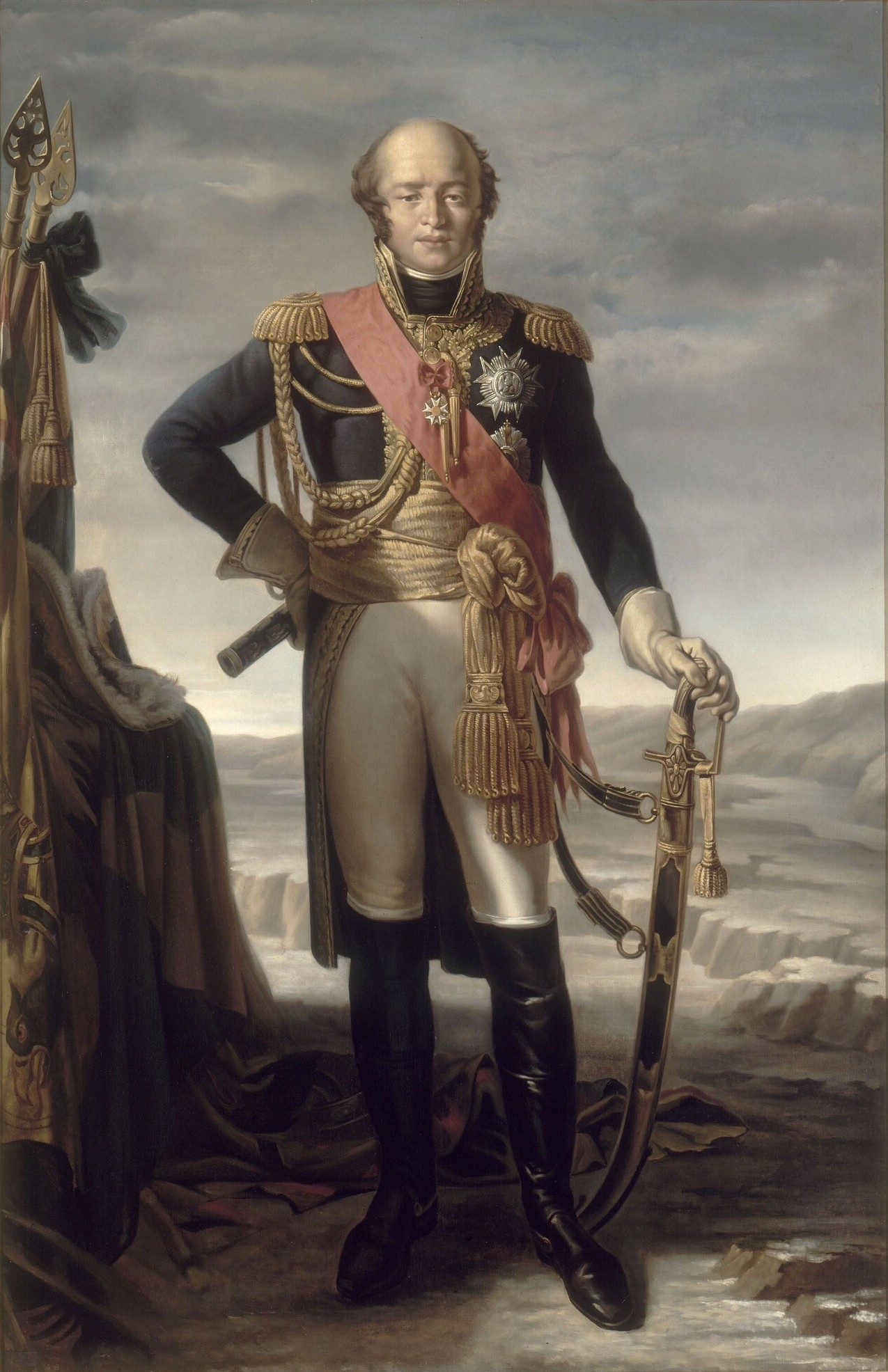
Le maréchal Louis Nicolas Davout, duc d'Auerstaedt et prince d'Eckmühl de Tito Marzocchi de Bellucci d'après Claude Gautherot, 1852, château de Versailles.

- - Portrait du baron Jean de Kalb, général major des armées auxiliaires pendant la guerre d'indépendance des États-Unis, huile sur toile ;
- Vichy, église paroissiale : L'Immaculée Conception, d'après Bartolomé Esteban Murillo, 1858, huile sur toile ;
- Villelongue-dels-Monts, chapelle de La Grange : Saint-Anne, 1852-1855, huile sur toile ;
- Saint-Marc-la-Lande, église : La Vierge, l'Enfant Jésus, saint Antoine, 1852-1853, huile sur toile (semble avoir disparu de l'église)
- localisation inconnue : La Femme adultère, 1868, huile sur toile, achat par l'État français au Salon de 1868.

En Nouvelle-Zélande
- Auckland, Archives catholiques du diocèse d'Auckland : Portrait de l'évêque Jean-Baptiste Pompallier, huile sur toile.